# 招商局集団
招商局集団有限公司（しょうしょうきょくしゅうだんゆうげんこうし、英文名称：China Merchants Group Limited、簡体字：招商局集团有限公司）は、中華人民共和国の国務院国有資産監督管理委員会が株式の100%を所有する、香港特別行政区に登記されている非公開株式会社である。組織形態として持株会社制を採用している。英文略称はCMGである。
古くは清朝末期に李鴻章の発案により創設された半官半民の海運会社の輪船招商局まで遡る。傘下の企業は、海運、造船、港湾・高速道路・物流施設などの管理運営、不動産開発、金融などを手掛ける、複合企業である。傘下の招商銀行は、金融最大手の八行五保の一行となった。2017年4月に、中国招商局集団有限公司は中国外運長航集団(Sinotrans)の吸収合併を完了し、中国第2位の規模の船隊を運航する複合企業となった。

## 招商局集団の沿革

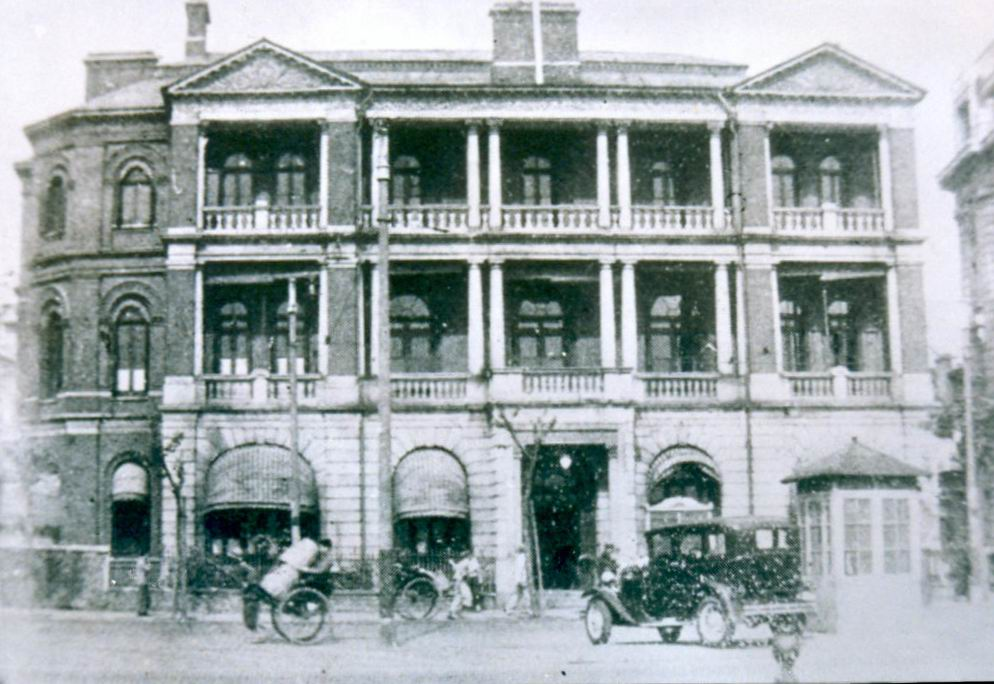
1901年の輪船招商局本部ビル（上海市）

### 近代
- 1872年、李鴻章の発案により輪船招商局（China Merchants Steam Navigation Company）が創設される。官督商弁、すなわち半官半民の経営形態をとった。
- 1873年、上海に総局を置く。その後に中国沿海の港に分局を置き、沿海海運と長江と京杭大運河の水運を手掛けた。
- 辛亥革命後、半官半民から、民営となり、名称は「商弁招商局輪船公司」となる。
- 1927年、国民党政府により国有化され、「国営招商局」となる。

### 戦後
- 1949年、国民党政府が招商局を台湾に移転させる（現在の陽明海運）。大陸に残った招商局の事業は中国共産党政権により接収される。
- 1951年、中国大陸にある事業と資産は「中国人民輪船総公司」のものとなる。香港の分局は「招商局」の名称で活動を続ける。
- 1962年から、香港を経由する大陸からの物流をほぼ独占する。
- 改革開放開始直後の1979年、広東省蛇口の工業団地の開発に携わり、不動産開発事業に進出する。
- 1982年、深圳赤湾港の開発を手掛け、港湾開発事業に進出する。
- 1985年、招商局は公社から持株会社に経営形態を変え、「招商局集団有限公司」となり、中央政府交通部の直属企業となる。
- 1986年、招商局は香港の「友聯銀行」を買収し、金融業に進出する。

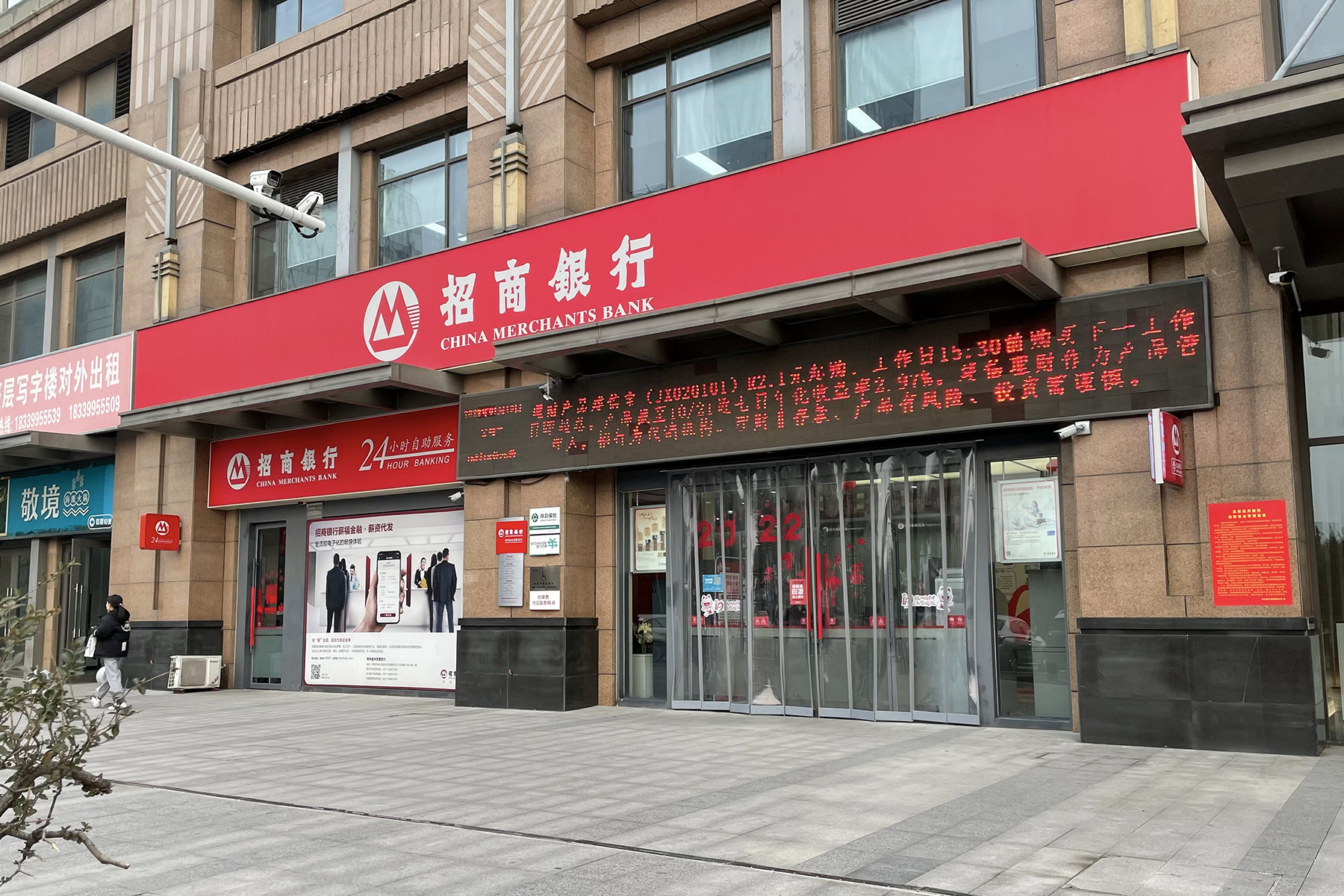
招商銀行

- 1987年、中国本土で初の株式制商業銀行の「招商銀行」を創設する。
- 1988年、「平安保険」の創設の際、発起人の一つとなった。
- 1992年、「海虹集団」（現在の招商局港口控股）が香港証券取引所に上場をする。
- 1999年、招商局集団有限公司は、交通部直属から中央政府の直接管理の中央企業となる。
- 2000年、友聯銀行を中国工商銀行に売却する。
- 2017年4月10日、中国招商局集団有限公司は、総合物流企業「中国外運長航集団有限公司(Sinotrans)」を吸収合併し子会社化する。

### 社旗

1873-1942年
1942-1951年 (台湾では- 1972年)
1951-1984年

## 中国対外貿易運輸集団の沿革
Sinotransは貨物フォワーダー業務において、世界5位（2021年）、中国では首位（2024年）である。
- 1950年、政務院貿易部は7つの直轄の専業対外貿易総公司を設立し、これらを頂点として既存の対外貿易公司らを各級対外貿易区公司/分公司/支公司に再編するとともに指揮・管理・監督した。
- 1952年、対外貿易部が貿易部から独立し、専業対外貿易総公司の管轄権が移された。同時に専業対外貿易総公司は15に増やされた。
- 1953年、専業対外貿易総公司の「中国陸運公司」が新たに創設され加わる。
- 1955年4月、中国陸運公司は「中国対外貿易運輸公司」に改名する。
- 1955年8月、中国対外貿易運輸公司は専業対外貿易総公司の一つである「中国租船公司」と合併し、「中国対外貿易運輸総公司」となる。
- 1973年、中国で初めてコンテナ船を使った海上輸送を試験する。
- 1977年、中国で初めて、本土の貨物鉄道輸送と、香港と海外の間の船舶輸送を連接した連接輸送業務を開始する。
- 1979年、シベリア鉄道を用いた中国－欧州間のユーラシア大陸横断鉄道輸送を開始する。
- 1980年、中国で初めて、航空速達サービスを開始する。中国初の陸海空総合物流業務を手掛ける企業となる。
- 1986年、ドイツDHL社との合弁会社である中国外運敦豪国際航空速達有限公司を設立する。
- 1996年、アメリカUPS社との合弁会社である中国外運北空UPS国際速達有限公司を設立する。
- 1997年、公社から持株会社に経営形態を変更し、「中国対外貿易運輸（集団）総公司」となる。
- 2002年、子会社の中国外運股份有限公司を設立し、沿海海運業務を新会社に統合する。
- 2003年2月、子会社の中国外運股份有限公司が香港証券取引所に上場をする。
- 2003年2月、子会社の中外運航運有限公司を設立する。
- 2009年、外航海運および長江水系や京杭大運河などの河川水運や内航海運などを主業務とする「中国長江航運（集団）総公司」と合併し、「中国外運長航集団有限公司」となる。

 ウィキメディア・コモンズには、Sinotransの海上コンテナに関するカテゴリがあります。

## 中国長江航運集団の沿革
- 1950年、長江水系の水運を管理する長江区航運局が創設される。
- 1965年、長江区航運局に移管された港湾、航路、造船所などを統合し、「長江航運公司」を設立。
- 1975年、「長江航運管理局」に改名する。
- 1984年、港湾と航路を分離して、航路について担当する交通部直轄の「長江輪船総公司」を創設する。
- 1991年、「中国長江輪船総公司」に社名変更する。
- 1996年、公社から持株会社に経営形態を変更し、「中国長江航運（集団）総公司」となる。
- 2000年、重慶－上海間のコンテナ船輸送を開始。
- 2009年、国際フォワーダー業を含む総合物流を主業務とする「中国対外貿易運輸（集団）総公司」と合併し、「中国外運長航集団有限公司」となる。

## 主なグループ企業
- 招商局輪船股份有限公司(China Merchants Steam Navigation Co., Ltd.)(持分100%)
  - 招商局蛇口工業区控股股份有限公司(China Merchants Shekou Industrial Zone Holdings Co., Ltd.)(間接持分76.13%)、本社：深圳、SZSE:001979
  - 招商局集団(香港)有限公司(China Merchants Holdings (Hong Kong) Co., Ltd.)(間接持分100%)
    - China Merchants Union (BVI) Limited(間接持分50%)、本社：英領ヴァージン諸島
    - China Merchants Investment Development Co., Ltd.(間接持分100%)、本社：英領ヴァージン諸島
      - 招商局港口控股有限公司(China Merchants Port Holdings Co., Ltd.)(間接持分73.93%)、本社：香港、SEHK:00144
        - 中国南山開発(集団)股份有限公司(China Nanshan Development (Group) Inc.)(間接持分37.01%)、本社：深圳
          - 深圳赤湾石油基地股份有限公司(Shenzhen Chiwan Petroleum Supply Base Co., Ltd.)(間接持分51.79%)、本社：深圳、SZSE:200053
          - 深圳市新南山控股(集団)股份有限公司(Shenzhen New Nanshan Holding(Group)Co.,Ltd.)(間接持分50.03%)、本社：深圳、SZSE:002314
          - 深圳赤湾港航股份有限公司(Shenzhen Chiwan Wharf Holdings Ltd.)(間接持分45.66%)、本社：深圳、SZSE:000022
            - 赤湾集装箱碼頭有限公司(Chiwan Container Terminal Co., Ltd.)(間接持分55%)、本社：深圳

        - Mega Shekou Container Terminals Limited(間接持分80%)、本社：英領ヴァージン諸島
          - 蛇口集装箱碼頭有限公司(Shekou Container Terminals Ltd.)、本社：深圳
          - 深圳聯運捷集装箱碼頭有限公司(Shekou Container Terminals (Phase II) Co., Ltd.)、本社：深圳
          - 安迅捷集装箱碼頭（深圳）有限公司(Shekou Container Terminals (Phase III) Co., Ltd.)、本社：深圳

        - Pacific Paradise Assets Ltd.
          - 現代貨箱碼頭有限公司(Modern Terminals Ltd.)(間接持分27.01%)、本社：香港

        - Eastern Option Ltd.
          - 亜洲空運中心有限公司(Asia Airfreight Terminal Co., Ltd.)(間接持分20%)、本社：香港
- 招商局公路網絡科技控股股份有限公司(China Merchants Expressway Network & Technology Holdings Co., Ltd.)(持分100%)、本社：北京
  - 華北高速公路股份有限公司(Hubei Expressway Co., Ltd.)(間接持分26.82%)、本社：北京、SZSE:000916
  - 山東高速股份有限公司(ShanDong Hi-Speed Co., Ltd.)(間接持分16.02%)、本社：済南、SSE:600350
  - 江蘇寧滬高速公路股份有限公司(Jiangsu Expressway Co., Ltd.)(間接持分11.69%)、本社：南京、SEHK:00117、SSE:600377
  - 安徽皖通高速公路股份有限公司(Anhui Expressway Co., Ltd.)(間接持分29.94%)、本社：合肥、SEHK:00995、SSE:600012
  - 河南中原高速公路股份有限公司(Henan Zhongyuan Expressway Co., Ltd.)(間接持分15.43%)、本社：鄭州、SSE:600020
  - 湖北楚天高速公路股份有限公司(Hubei Chutian Expressway Co., Ltd.)(間接持分18.08%)、本社：武漢、SSE:600035
  - 四川成渝高速公路股份有限公司(Sichuan Expressway Co., Ltd.)(間接持分21.73%)、本社：成都、SEHK:00107、SSE:601107
  - 広西五洲交通股份有限公司(Guangxi Wuzhou Communications Co., Ltd.)(間接持分13.86%)、本社：南寧、SSE:600368
  - 深圳高速公路股份有限公司(Shenzhen Expressway Co., Ltd.)(間接持分4.00%)、本社：深圳、SEHK:00548、SSE:600548
  - 福建発展高速公路股份有限公司(Fujian Expressway Development Co., Ltd.)(間接持分17.75%)、本社：福州、SSE:600033
  - 吉林高速公路股份有限公司(Jilin Expressway Development Co., Ltd.)(間接持分15.63%)、本社：長春、SSE:601518
  - 黒竜江交通発展股份有限公司(Heilongjiang Transportation Development Co., Ltd.)(間接持分16.52%)、本社：ハルビン、SSE:601188

- 招商局能源運輸股份有限公司(China Merchants Energy Shipping Co., Ltd.)(持分47.38%)、本社：上海、SSE:601872
  - 海宏輪船（香港）有限公司(Associated Maritime Company (Hong Kong) Ltd.)
  - 香港明華船務有限公司(Hong Kong Ming Wah Shipping Co., Ltd.)
  - 中国液化天然気（控股）有限公司(China LNG Shipping (Holdings) Ltd.)
  - 明華（シンガポール）代理有限公司(Ming Wah (Singapore) Agency Pte Ltd.)

- 招商局深圳迅隆船務有限公司(China Merchants Shenzhen Xunlong Shipping Co. Ltd.)、本社：深圳

- 招商局工業集団有限公司(China Merchants Industry Holdings Co., Ltd.)、本社：香港
  - 友聯船廠有限公司(Yiu Lian Dockyards Limited)
  - 友聯船廠（蛇口）有限公司(Yiu Lian Dockyards(Shekou) Limited)
  - 招商局重工（深圳）有限公司(China Merchants Heavy Industry (Shenzhen) Co., Ltd.)
  - 招商局重工（江蘇）有限公司(China Merchants Heavy Industry (Jiangsu) Co., Ltd.)
  - 招商局鋁業（重慶）有限公司(China Merchants Group Aluminum (Chongqing) Co., Ltd.)
  - 中国国際海運集装箱（集団）股份有限公司(China International Marine Containers (Group) Ltd.)(間接持分24.53%)、本社：深圳、SEHK:02039、SZSE:000039

- 招商局物流集団有限公司(China Merchants Logistics Holding Co., Ltd.)、本社：深圳

- 招商局海通貿易有限公司(China Merchants Hoitung Trading Co., Ltd.)、本社：香港

- 招商局重慶交通科研設計院有限公司(China Merchants Chongqing Communications Technology Reserch & Design Institute Co., Ltd.)、本社：重慶

- 招商局金融集団有限公司(China Merchants Finance Holdings Co., Ltd.)(持分100%)、本社：香港
  - 招商銀行股份有限公司(China Merchants Bank Co., Ltd.)(間接持分29.98%)、本社：深圳、SEHK:3968、SSE:600036
  - 招商證券股份有限公司(China Merchants Securities co., Ltd.)(間接持分44.09%)、本社：深圳、SEHK:6099、SSE:600999
  - 招商局中国基金有限公司(China Merchants China Direct Investments Ltd.)、本社：香港、SEHK:0133
  - 招商海達保険顧問有限公司(CM Houlder Insurance Brokers Ltd.)、本社：香港
  - 招商局保険有限公司(China Merchants Insurance co., Ltd.)、本社：香港

- 招商局資本投資有限責任公司(China Merchants Capital Investment Co., Ltd.)、本社：深圳

- 招商局地産控股股份有限公司(China Merchants Property Development Co. Ltd.)(持分100%)、本社：深圳
  - 招商局置地有限公司(China Merchants Land Ltd.)、本社：香港(間接持分74.35%)、SEHK:0978
- 招商局漳州開発区有限公司(China Merchants Zhangzhou Development Zone Co. Ltd.)、本社：漳州

- 中国外運長航集団有限公司(SINOTRANS&CSC Holdings Co. Ltd.)(持分100%)、本社：北京市
  - 中国外運股份有限公司(SINOTRANS Limited)(間接持分55.75%)、本社：北京市、SEHK:598
    - 中外運空運発展股份有限公司(SINOTRANS Air Transportation Development Co., Ltd.)(間接持分60.95%)、本社：北京市、SSE:600270
    - 中国船務代理有限公司(China Marine Shipping Agency Co., Ltd.)、本社：北京市
    - 中国外運大件物流有限公司(SINOTRANS Heavy-Lift Logistics Co., Ltd.)、本社：上海市
    - 中外運化工国際物流有限公司(SINOTRANS Chemical International Logistics Co., Ltd.)(間接持分74%)、本社：上海市
    - 中国外運物流発展有限公司(SINOTRANS Logistics Development Co., Ltd.)、本社：北京市
    - 中国外運股份有限公司工程設備運輸分公司(SINOTRANS Ltd. Project Transportation Branch)
    - 中国外運股份有限公司能源物流分公司(SINOTRANS Ltd. Energy Logistics Branch)
    - 中国外運広東有限公司(SINOTRANS Guangdong Co., Ltd.)
      - 中国外運福建有限公司(SINOTRANS Fujian Co., Ltd.)

    - 中国外運山東有限公司(SINOTRANS Shandong Co., Ltd.)
      - 中国外運陸橋運輸有限公司(SINOTRANS Land Bridge Transportation Co., Ltd.)

    - 中国外運長江有限公司(SINOTRANS Changjiang Co., Ltd.)
    - 中国外運華東有限公司(SINOTRANS Eastern Co., Ltd.)
    - 中国外運天津有限公司(SINOTRANS Tianjin Co., Ltd.)
    - 中国外運遼寧有限公司(SINOTRANS Liaoning Co., Ltd.)
    - 中外運湖北有限責任公司(SINOTRANS Hubei Co., Ltd.)
    - 中国外運重慶有限公司(SINOTRANS Chongqing Co., Ltd.)
    - 中国外運物業（香港）有限公司(SINOTRANS Properties (HK) Co., Ltd.)
    - 中国外運バングラデシュ有限公司(SINOTRANS BD Co., Ltd.)

  - 中国外運（香港）集団有限公司(SINOTRANS (Hong Kong) Holdings Ltd.)、本社：香港
  - 中外運航運（控股）有限公司(SINOTRANS Shipping (Holdings) Ltd.)(間接持分100%)、本社：英領ヴァージン諸島
    - 中外運航運有限公司(SINOTRANS Shipping Ltd.)(間接持分68.75%)、本社：香港、SEHK:368

  - 中国長江航運（集団）総公司(China Changjiang National Shipping (Group) Corporation)、本社：武漢
    - 長江鳳凰股份有限公司(Changjiang Shipping Group Phoenix Co., Ltd.)、本社：武漢、SZSE:000520
    - 中国長江航運集団南京油運股份有限公司(Nanjing Tankar Corporation)、本社：南京

  - 長航集団船舶重工総公司(SINOTRANS&CSC Shipbuilding Industry Corporation)、本社：武漢
    - 中外運長航重工金陵船厰(SINOTRANS&CSC Jinling Shipyard)、本社：南京
    - 中外運長航重工青山船廠(SINOTRANS&CSC Qingshan Shipyard)、本社：武漢